# Blériot-SPAD S.510
Le Blériot-SPAD S.510 ou  SPAD 510 est un avion militaire de l'entre-deux-guerres.
Sa configuration - biplan, train fixe à large voie constitué par deux demi-essieux mobiles, habitacle ouvert - parait plus proche des chasseurs de la Première Guerre mondiale que des monoplans de chasse qui étaient déjà apparus à l'époque de sa conception.
Il était de construction métallique (duralumin et acier) avec un fuselage entièrement métallique et une voilure entoilée constituée par des longerons en profilé rectangulaire. Les quatre ailerons étaient commandés séparément et rigidement. 
Ce fut le dernier chasseur biplan mis en service dans l'armée de l'air française. Il disposait d’un équipement pour vol de nuit et de la radio. 
Pour autant, il était maniable, et parut brillant aux mains d'excellents pilotes.
Commandé en 1935, il équipait encore quelques escadrilles de défense régionale, constituées de réservistes, en septembre 1939. En mai 1940, il n'était plus en service que dans les écoles.

## Variantes
S.510.01
Premier prototype.
S.510
Version de production équipé d'un moteur Hispano-Suiza 12Xbrs (en) de 690 ch, armé de 4 x mitrailleuses MAC 1934 7,5 mm, (60 construits).
S.710
Un prototype seulement avec un empennage papillon, équipé d'un moteur Hispano-Suiza 12Ycrs V-12 de 860 ch.

## Utilisateurs
France
- Armée de l'Air